# Jelcz PR110
Le Jelcz PR110 est un autobus urbain produit par le constructeur polonais Jelczańskie Zakłady Samochodowe sous licence Berliet dans son usine de Jelcz-Laskowice, près d'Oława, de 1975 à 1983. À partir de 1983, après l'expiration de la licence, il prendra l'appellation Jelcz PR110 M.
Après les difficultés techniques rencontrées avec le Jelcz-Berliet PR100 et ses nombreuses pannes, ce modèle est une remise à niveau après que les ingénieurs du constructeur polonais lui aient apporté de profondes modifications. Entre 1976 et 1992, environ 12.000 autobus PR110 ont été produits. Cet autobus a dominé pendant de longues années le transport urbain polonais.

## Histoire
Dans les années 1970, Jelcz, le principal constructeur d'autobus polonais, cherchait à remplacer le Jelcz 272 MEX. En 1972, vu l'absence de projet abouti national, le Comité central du parti a décidé de faire appel à un constructeur étranger. Le gouvernement polonais ayant imposé que le moteur soit impérativement celui produit en Pologne sous licence Leyland, aucun des constructeurs étrangers n'ayant accepté cette contrainte sauf Berliet, le contrat de licence a été signé le 1er août 1972 avec Berliet.
Berliet avait proposé son dernier modèle de bus urbain de 11 mètres, le PR 100. Vu le manque de moteurs et de composants locaux, Berliet a négocié et fait ramener le taux de composants locaux à seulement 5% au lieu des 65% fixés à l'origine. La première série de PR100 a été équipée du moteur Berliet V800.
Le PR 100 n'a pas donné satisfaction aux utilisateurs. Les principaux reproches ont été :
- manque de puissance sur les trajets en pente,
- manque de fiabilité de la boîte de vitesses semi-automatique,
- pas de troisième porte pour accélérer les montées et descentes,
- capacité insuffisante en nombre de passagers transportés,

Pourtant, lors de sa présentation, le modèle était l'un des plus modernes du genre dans le monde. Contrairement aux autobus précédents, il n'était pas construit sur un châssis de camion, mais sur un véritable châssis pour autobus urbain. Il disposait également d'une boîte de vitesses semi-automatique Wilson qui sera immédiatement remplacée par une transmission manuelle traditionnelle du même fabricant, en raison du nombre très élevé de pannes.
Le bus, bien que moderne, n'était vraiment pas fiable. Les pannes se succédaient sur la transmission semi-automatique et les moteurs. La mauvaise qualité des routes, aggravée par le gel des longs hivers dans les villes polonaises et la surcharge ont causé des ruptures fréquentes de la structure métallique trop fragile. Mais le plus gros inconvénient du Berliet PR 100 était sa capacité trop faible et l'absence de la troisième porte, présente sur tous les autres autobus des constructeurs ayant participé à l'appel d'offres.
C'est pourquoi, en 1975, il a été remplacé par le Jelcz PR110 assez profondément modifié.

## L'autobus Jelcz PR110
En 1975, un prototype du nouveau Jelcz PR110U est présenté et sa fabrication en série a débuté en 1976. Le châssis du PR110U a été allongé de 75 cm par rapport au Berliet PR100 et son moteur remplacé par le moteur polonais SW680/56/3 fabriqué par WS-Mielec sous licence Leyland. La boîte de vitesses FPS S4-95 a remplacé la boîte Wilson précédente, fabriquée sous licence en Pologne. L'extension du bus a permis d'intégrer une troisième porte, ce que les utilisateurs avaient réclamé depuis le début. La face avant a également été légèrement retouchée, en remplaçant les phares par ceux de la Fiat 125P.
Les deux premiers prototypes définitifs du PR110 ont été produits en 1975. Un a été testé en France, l'autre en Pologne. Avant de lancer la production en série, une pré série de PR110U fabriqués à Jelcz ont été testés dans les rues de Varsovie, Katowice et Wroclaw - 5 exemplaires ont été livrés dans chaque ville. Ces essais ont débuté en 1976; Après quelques mois, les bus ont parcouru 50.000 kilomètres. Ces tests ont permis aux concepteurs d'introduire un certain nombre de changements complémentaires notamment pour unifier certains éléments, ajuster la structure aux conditions atmosphériques et surtout à réduire la part des pièces importées, remplacées par des composants locaux.
Au total, pas moins de 1.901 changements structurels ont été introduits de 1976 à 1981. Cependant, l'hiver rigoureux 1977 a révélé la nécessité d'un renforcement complémentaire de la structure, des systèmes de protection au gel du carburant et de la ventilation pour supprimer le givre. Le moteur a également fait l'objet d'une modification avec la version SW 680/78 plus puissante.

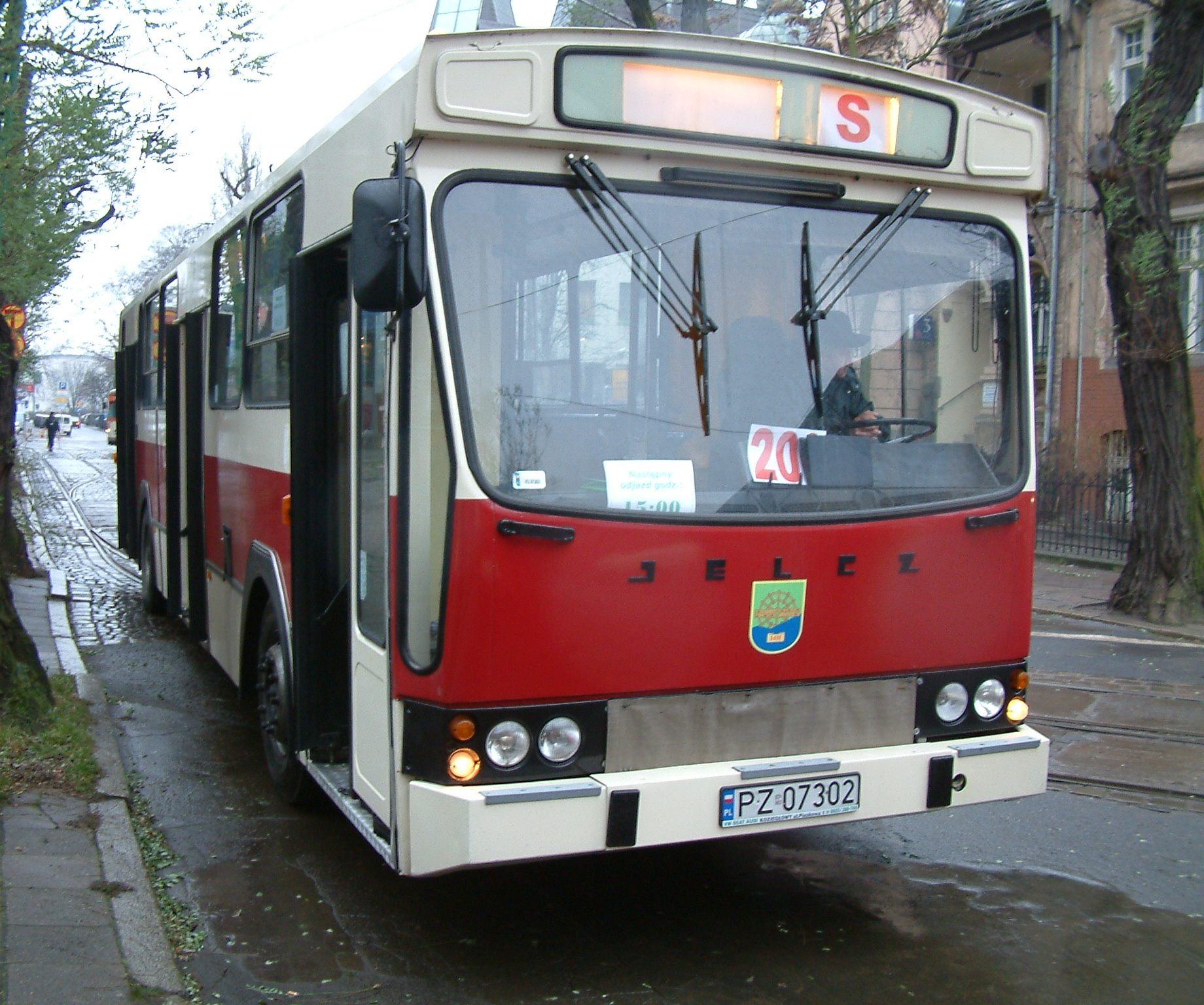
Jelcz PR110 M (1991)

En 1983, après l'expiration de la licence Berliet, la dernière grande mise à niveau du Jelcz PR110 a été engagée avec le lancement du modèle PR110M. Les changements ont concerné principalement la structure qui était trop fragile et l'aménagement intérieur.
La Pologne a connu beaucoup de difficultés dans les années 1980 ce qui a  malheureusement eu des répercussions négatives sur les produits fabriqués. La production a subi de forts ralentissements à cause du manque de pièces et de matières premières importées. Il y a eu une pénurie de pièces de rechange créant des défauts de maintenance ce qui a réduit leur durée de vie. La structure de l'autobus, de conception trop faible, a été souvent endommagée car à l'époque, le trafic de passagers dans les transports publics était énorme.
En attendant, pour remédier aux difficultés de production du Jelcz PR110, le constructeur polonais conclut un accord de coopération avec le constructeur hongrois Ikarus pour créer le modèle Jelcz M11 (pl), qui est apparu en 1985.
Les différentes versions du PR110M ont été produites jusqu'en 1991, lorsque les frontières s'ouvrirent et que les entreprises de transport polonaises désireuses de s'équiper de véhicules plus modernes étrangers purent le faire. La demande du Jelcz PR110 s'est considérablement réduit, obligeant Jelcz à concevoir un nouveau modèle de bus qui sera le Jelcz 120M (pl), produit de 1992 à 2007, dont la première série rappelle beaucoup le légendaire "PR-kę".
C'est un fait, cependant, ces autobus ont réussi à transporter énormément de passagers et beaucoup d'entre eux sont restées en service pendant 20 ans et plus.
En résumé, le PR 110 est une version rallongée à 12 mètres et surélevée de 10 cm. Le modèle a été développé uniquement pour la production par Jelcz en Pologne. On y compte 110 places, 36 assises et 74 debout, propulsé par un moteur Leyland et équipé d'une troisième porte dans le porte-à-faux arrière. On dénombre 205 PR110 dans les registres de Berliet, dont seuls seize sont construits intégralement à Venissieux. Les 184 autres ont été expédiés en CKD vers la Pologne. La fabrication va se poursuivre sous licence comme le PR 100 avec des variantes "autocars" dites interurbaines et tourisme.

### Les différentes versions
- Jelcz PR110 L : bus interurbain ou suburbain, développé sur la base de Jelcz PR110U. Avec une carrosserie identique au PR110 mais un aménagement intérieur composé de 15 rangées de 4 sièges avec couloir central et rideaux aux fenêtres. La version suburbaine pouvait accepter 98 passagers. Le Jelcz PR110L sera remplacé par le [[Jelcz L120|Jelcz L120 (pl)]].

- Jelcz 110 IL : Autocar de ligne, le PR110 IL a été lancé en 1977. Le véhicule avait un plancher surélevé ce qui permettait de libérer une soute à bagages de 7 m³. Cet autocar pouvait accueillir 51 passagers. La production du PR110 IL a débuté au quatrième trimestre 1979. Avec une carrosserie très similaire au PR110 L, l'autocar disposait de deux portes : la porte arrière verrouillable mécaniquement, la porte avant ouvrant vers l'extérieur avec une commande pneumatique. Le PR110 IL était équipé du moteur polonais SW 680/78 sous licence Leyland, placé derrière l'essieu arrière avec une boîte six vitesses FPS Tczew (licence ZF). Sa vitesse maximale atteignait 95 km/h.

- Jelcz PR 110 MM : Jelcz avait prévu d'introduire une version articulée, basée sur le PR110 M et des composants du constructeur allemand MAN, avec qui une  coopération était envisagée. Certains avaient même imaginé la fabrication du modèle MAN SG 242 sous licence mais aucun accord de ce type n'a été signé. Le prototype du PR110 MM a été fabriqué en 1991, résultat de la coopération entre Jelcz et MAN, c'était un autobus classique de 12 mètres. Le PR110MM n'était pas très différent du modèle PR 110. Équipé d'un moteur diesel MAN D2566UH/205 développant 210 ch avec une cylindrée de 11.413 cm³ et la transmission automatique ZF 4HP500 (avec ralentisseur intégré) offrant une vitesse maximale de 82 km/h. Le seul exemplaire de PR110M a été acquis par le MPK Wroclaw.

Le PR110M avait une structure autoportante, le moteur était placé horizontalement dans le porte à faux arrière. Le poids à vide du véhicule était élevé : 9.800 kg pour un poids total de 17.500 kg. Avec un empattement de 6.100 mm, sa longueur était classique de 12,0 mètres. Il pourrait transporter 110 passagers dont 36 assis.
- Jelcz PR110 D : version de banlieue et interurbaine du Jelcz PR110, avec un moteur vertical - contrairement aux versions classiques. Lancé en 1984, ce modèle dérive directement du Berliet PR110 Tourisme de 1977.

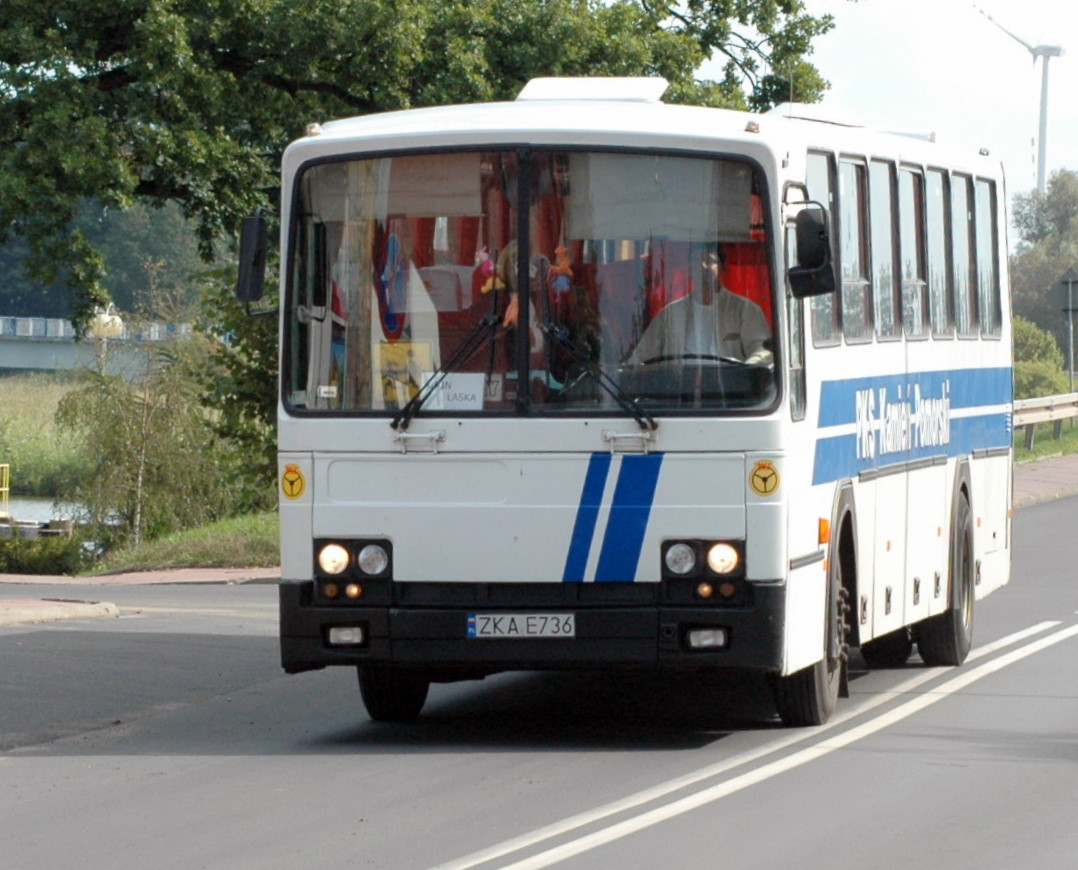
Jelcz PR110 D Lux

- Jelcz PR110 DC : autobus interurbain, fruit de la coopération avec MAN, Un seul exemplaire a été produit et exporté chez le transporteur espagnol Spectra. Construit à partir du PR110 D mais équipé d'un moteur diesel Cummins 6CTA8,3-10  turbocompressé de 8.300 cm³ développant 240 ch. Cet autobus peut atteindre une vitesse maximale de 99 km/h avec une masse totale de 16.000 kg. Le poids du véhicule à vide était de 10.800 kg. Le véhicule climatisé dispose de 50 sièges luxueux mais dont le dossier est fixe.

- Jelcz PR110 DM : prototype d'autobus interurbain développé en coopération avec MAN. Equipé d'un moteur diesel MAN D2866TUH de 311 ch et d'une transmission mécanique S6-90 de fabrication polonaise. Avec un poids à vide de 10.800 kg et total de 16.000 kg, sa vitesse maximale atteignait 117 km/h. Il disposait de 48 sièges.

- Jelcz PR110 M CNG : version du modèle de base équipée d'un moteur fonctionnant au gaz naturel. Ces autobus étaient reconnaissables par leur face avant légèrement différente de celle du modèle de base.

## Les trolleybus

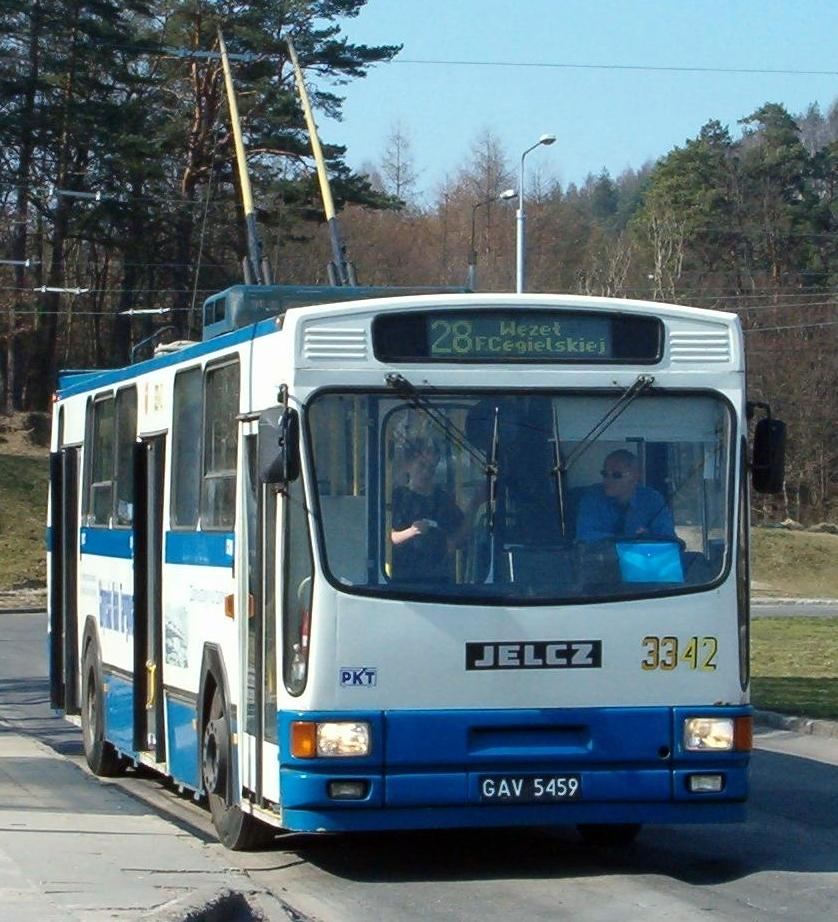
Trolleybus PR110 E

- Jelcz PR110 E : version trolleybus du PR110.

- Jelcz 110 AC : version développée à partir du trolleybus PR110E, équipé d'onduleurs et de moteurs asynchrones. Actionneur asynchrone Enik (ENI-OWE-200), onduleur (ENI-FTL-600), moteur de traction asynchrone Emit (STDa250-6B / 165), résistance de freinage (Type RHEN), pilote d'affichage et de diagnostic (ENI-STN-2) et convertisseur statique (ENI-TL600 / 400/24). Les 3 exemplaires fabriqués du PR110AC ont été mis en service à Lublin sous les numéros de parc 752, 826 et 830.